# Drevvikens naturreservat
Drevvikens naturreservat är ett  naturreservat i Huddinge kommun i Stockholms län.

## Allmänt
Området är naturskyddat sedan 2014 och är 146 hektar stort. Reservatet omfattar tre strandområden på Drevvikens västra sida. Inom norra delen ligger Sjöängsbadet med sandstrand, klipphällar och en cirka 50 meter lång badbrygga. Mellan den norra delen av reservatet och den mellersta delen ligger Trångsundsskogens naturreservat. Inom reservatets mellersta del ligger Sjötorpsfortet som är en försvarsanläggning från första världskriget och var en del av den så kallade korvlinjen. I reservatets södra del ligger badplatsen Lännabadet. Reservatet består av hällmarkstallskog, ädellövskog och sankmark. Genom norra och mellersta delen passerar en del av den 80 km långa Huddingeleden.

## Syftet
Syftet med naturreservatet är att "bevara och utveckla områdets värden för rörliga friluftslivet och den biologiska mångfalden samt att skydda kulturhistoriskt intressanta militära lämningar från första världskriget och den värdefulla agrara kulturmiljön vid Lännaviken". 

## Bilder

Norra reservatsdelen
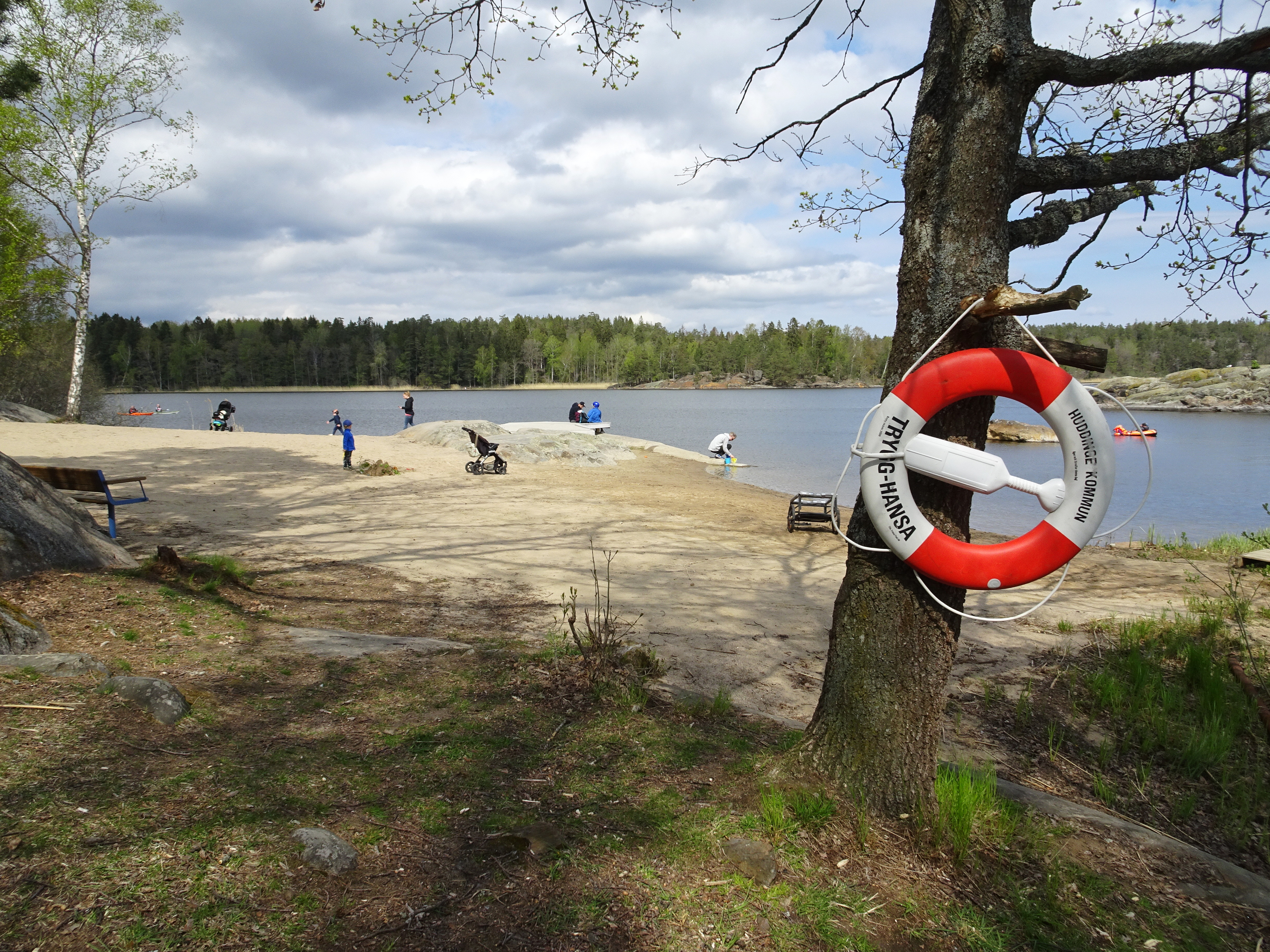
Sjöängsbadet
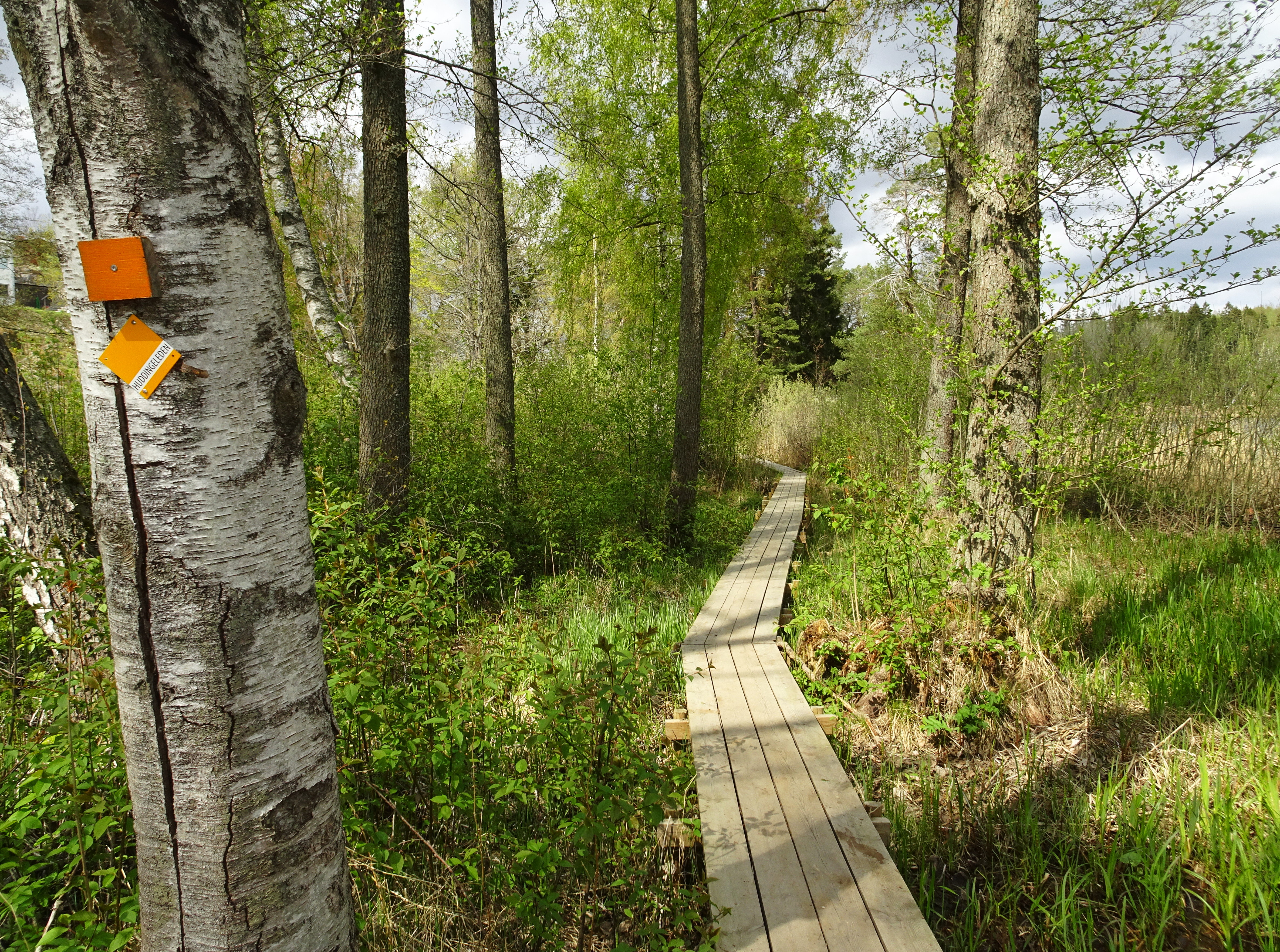
Huddingeleden i reservatet
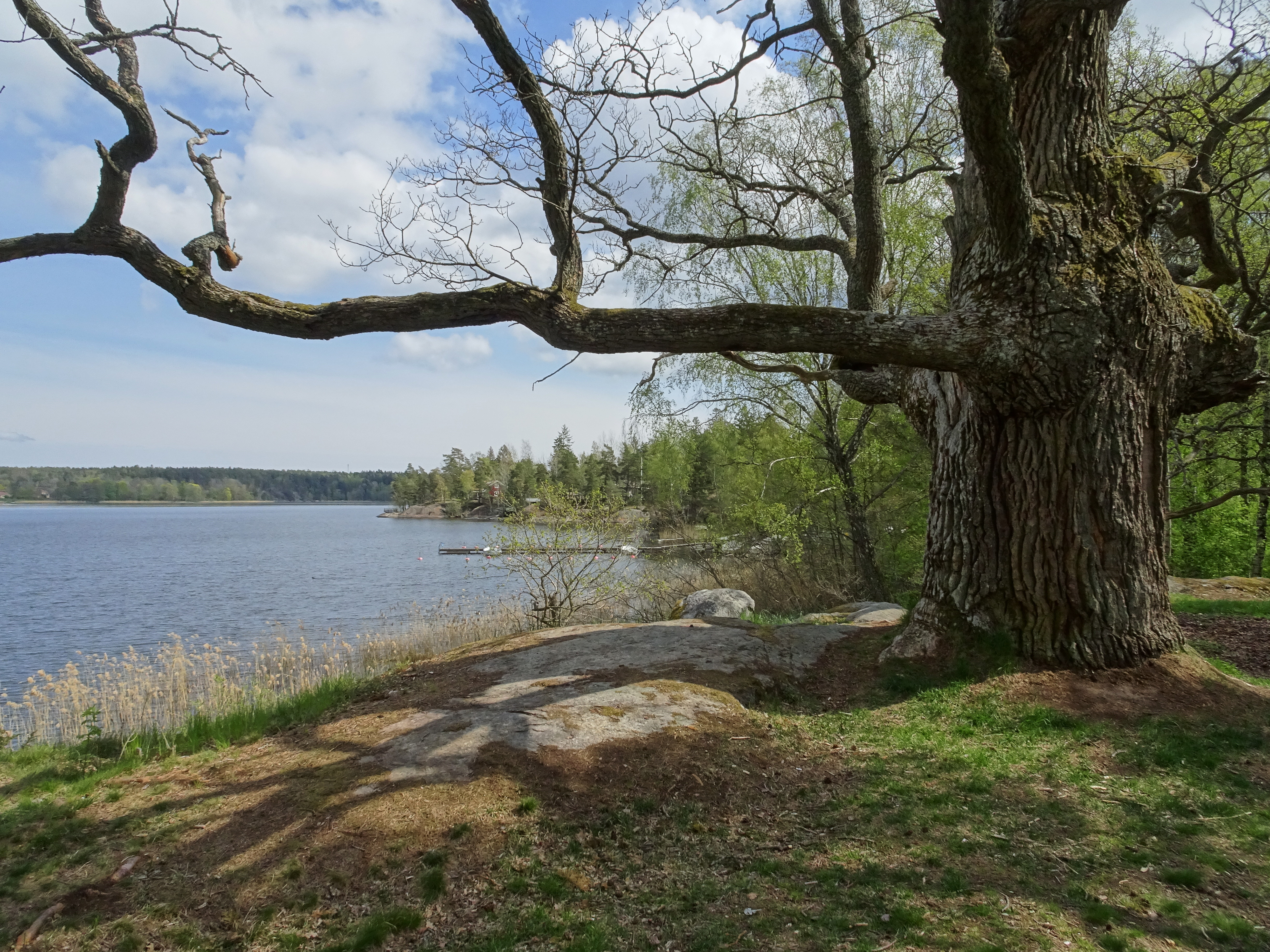
Vy över Drevviken

Mellersta reservatsdelen
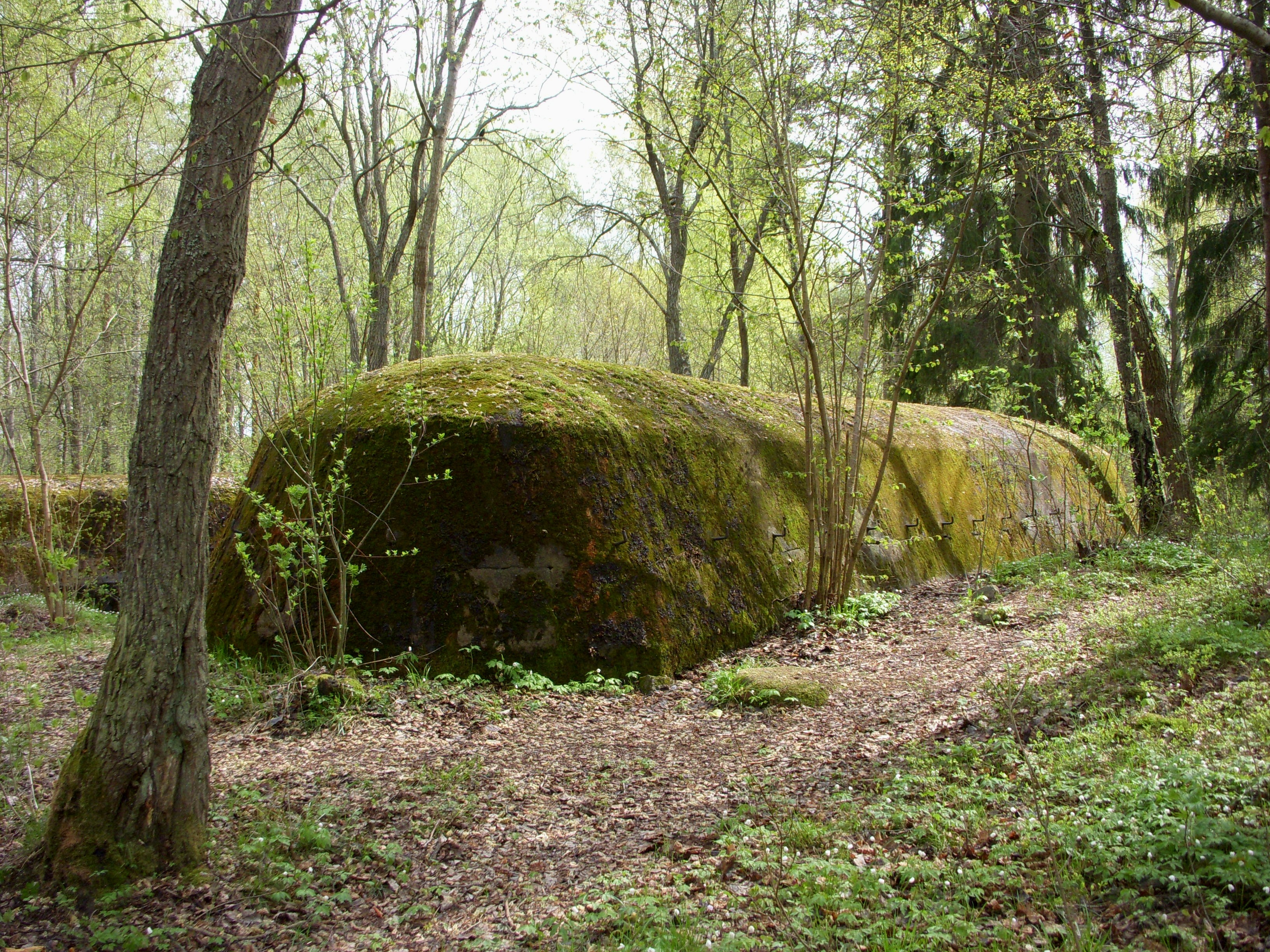
Sjötorpsfortet, nedre anläggning
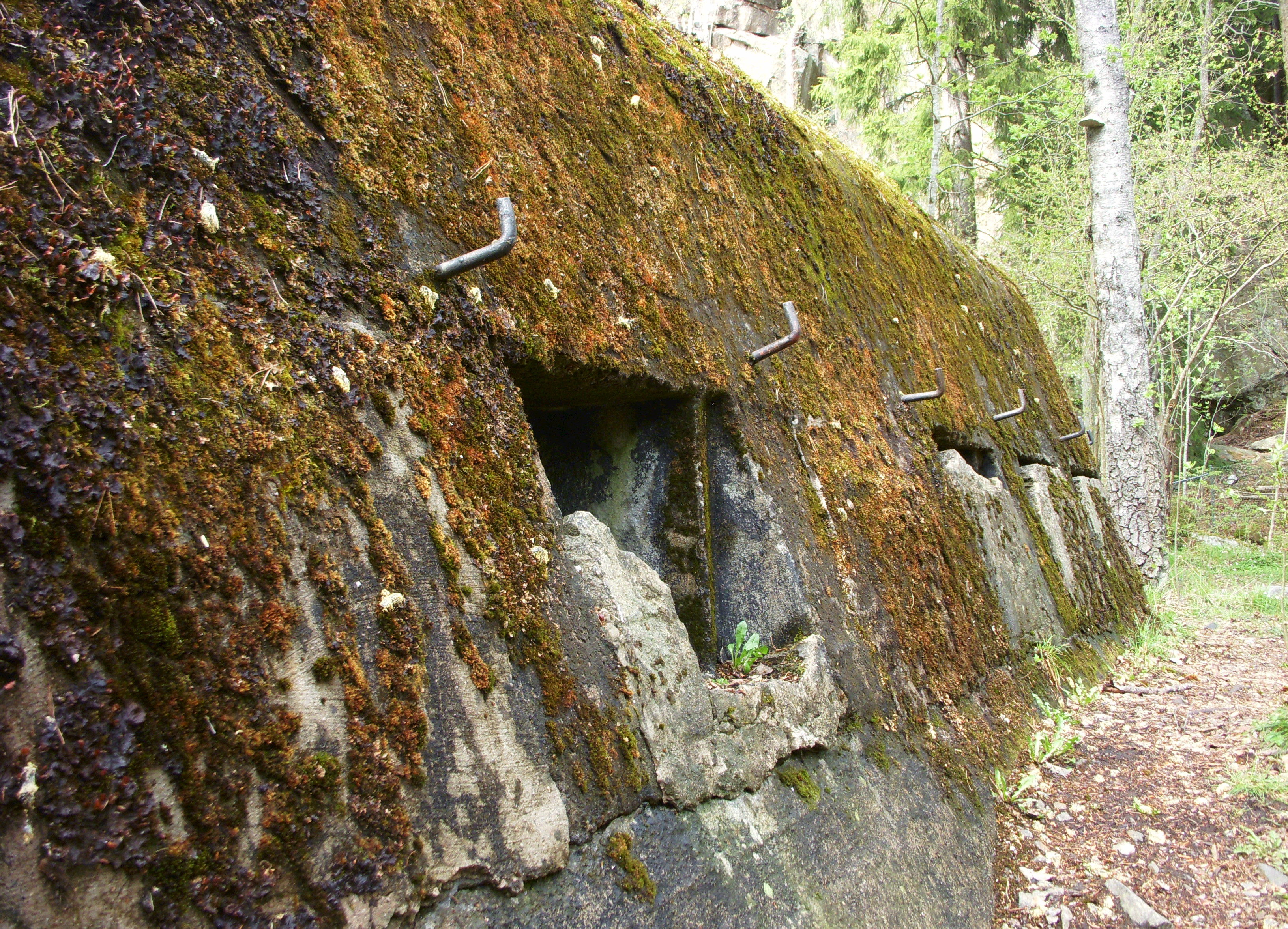
Sjötorpsfortet, nedre anläggning
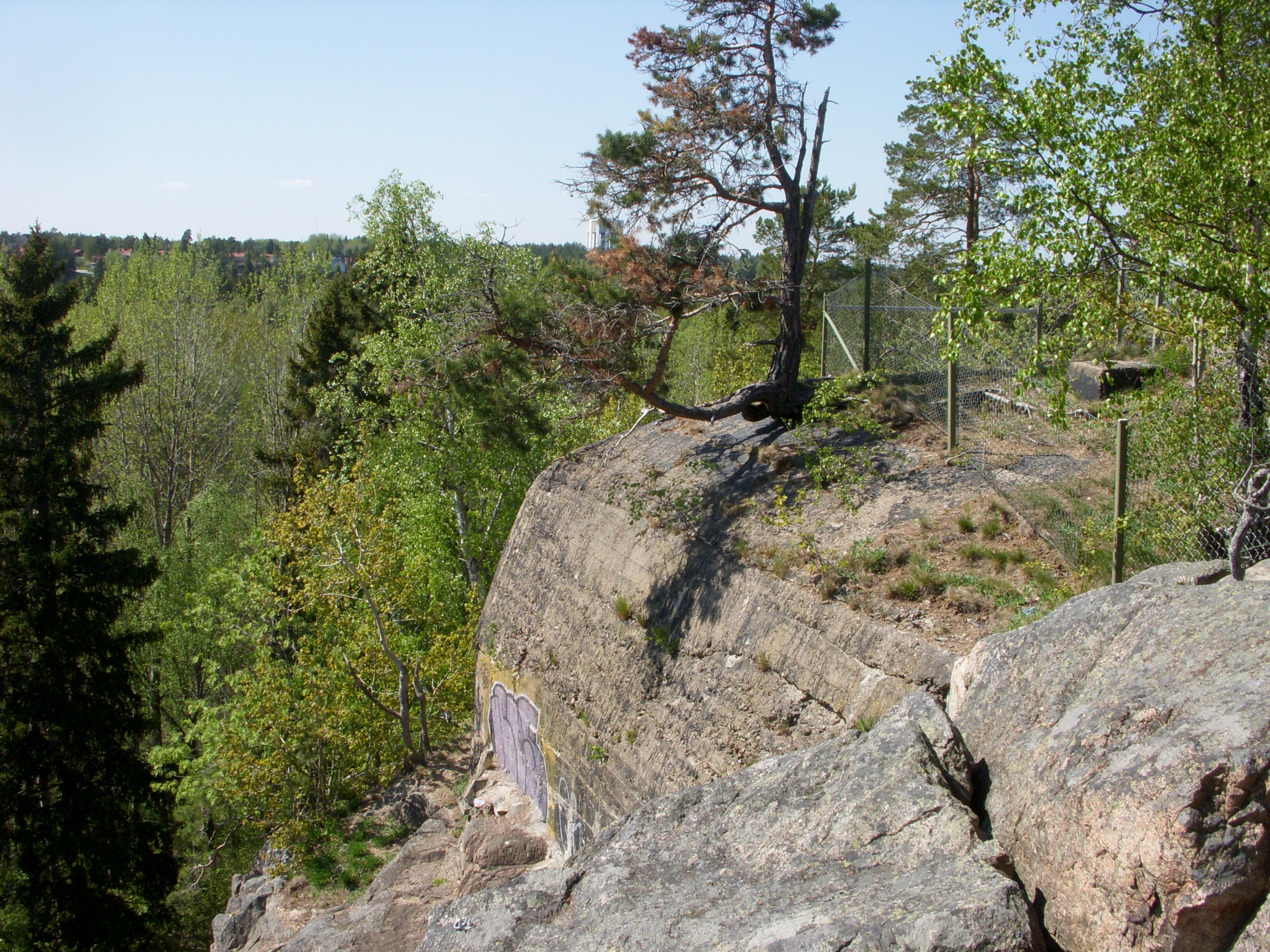
Sjötorpsfortet, övre anläggning

Södra reservatsdelen
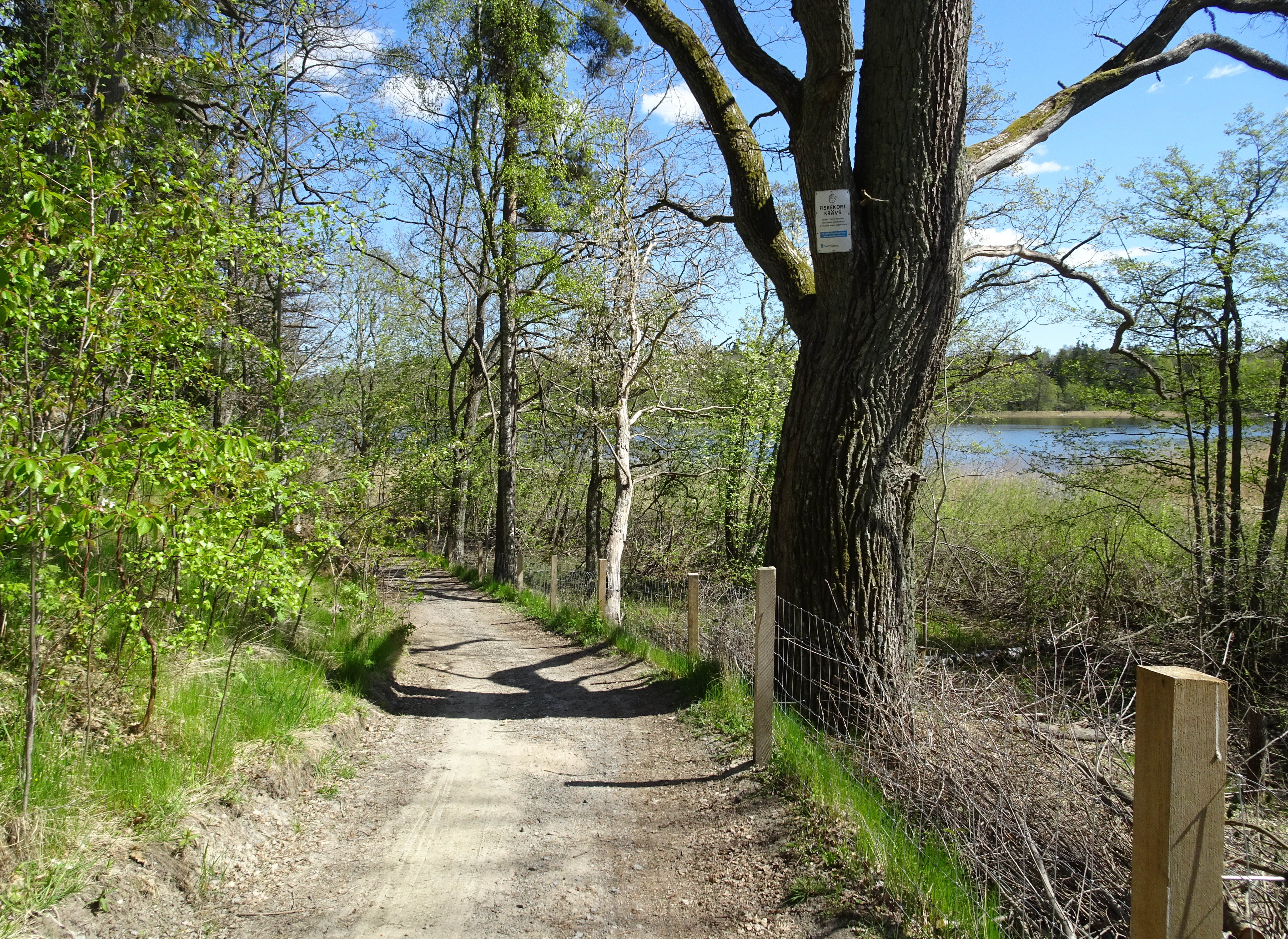
Strandpromenad
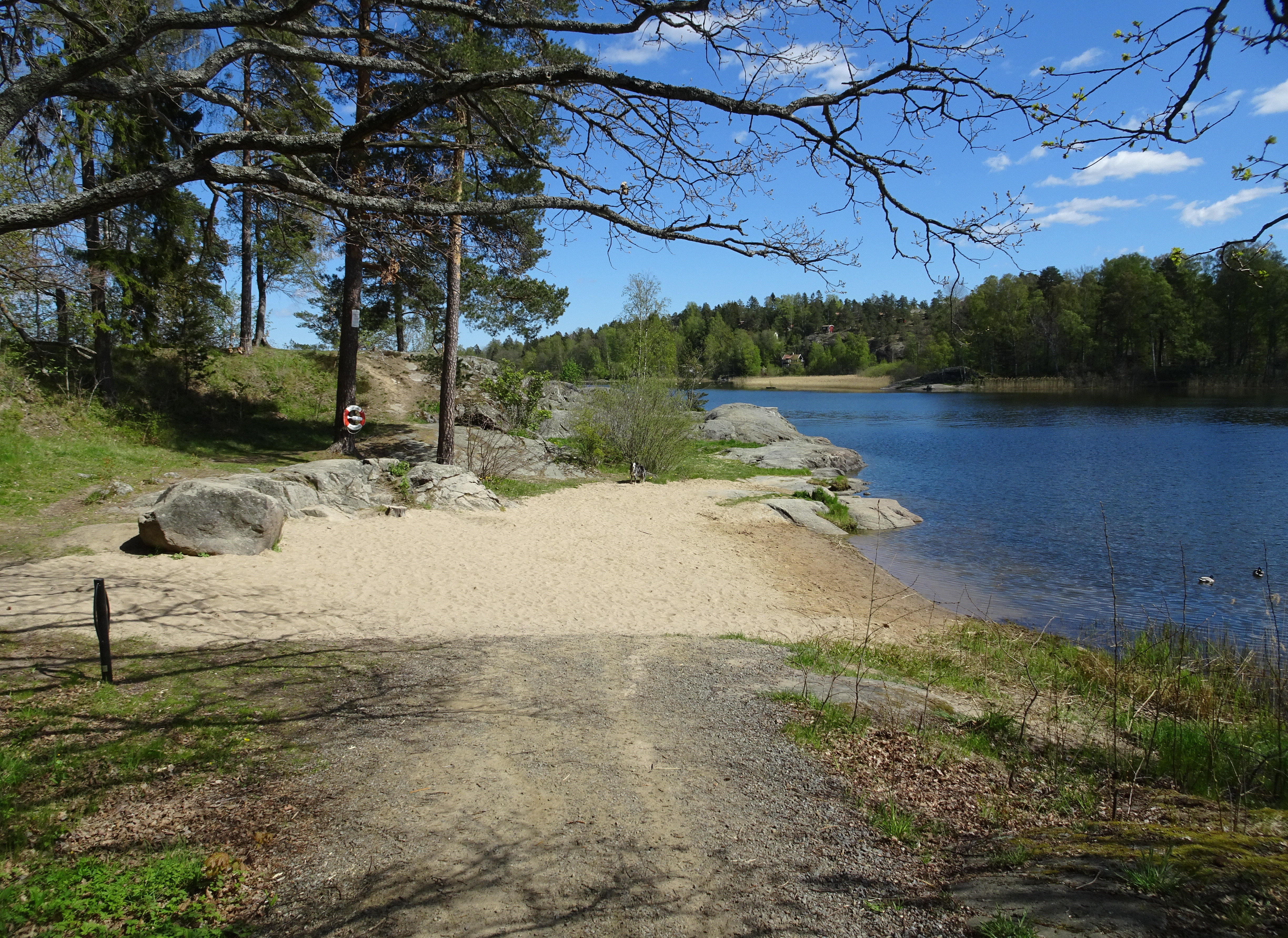
Lännabadet
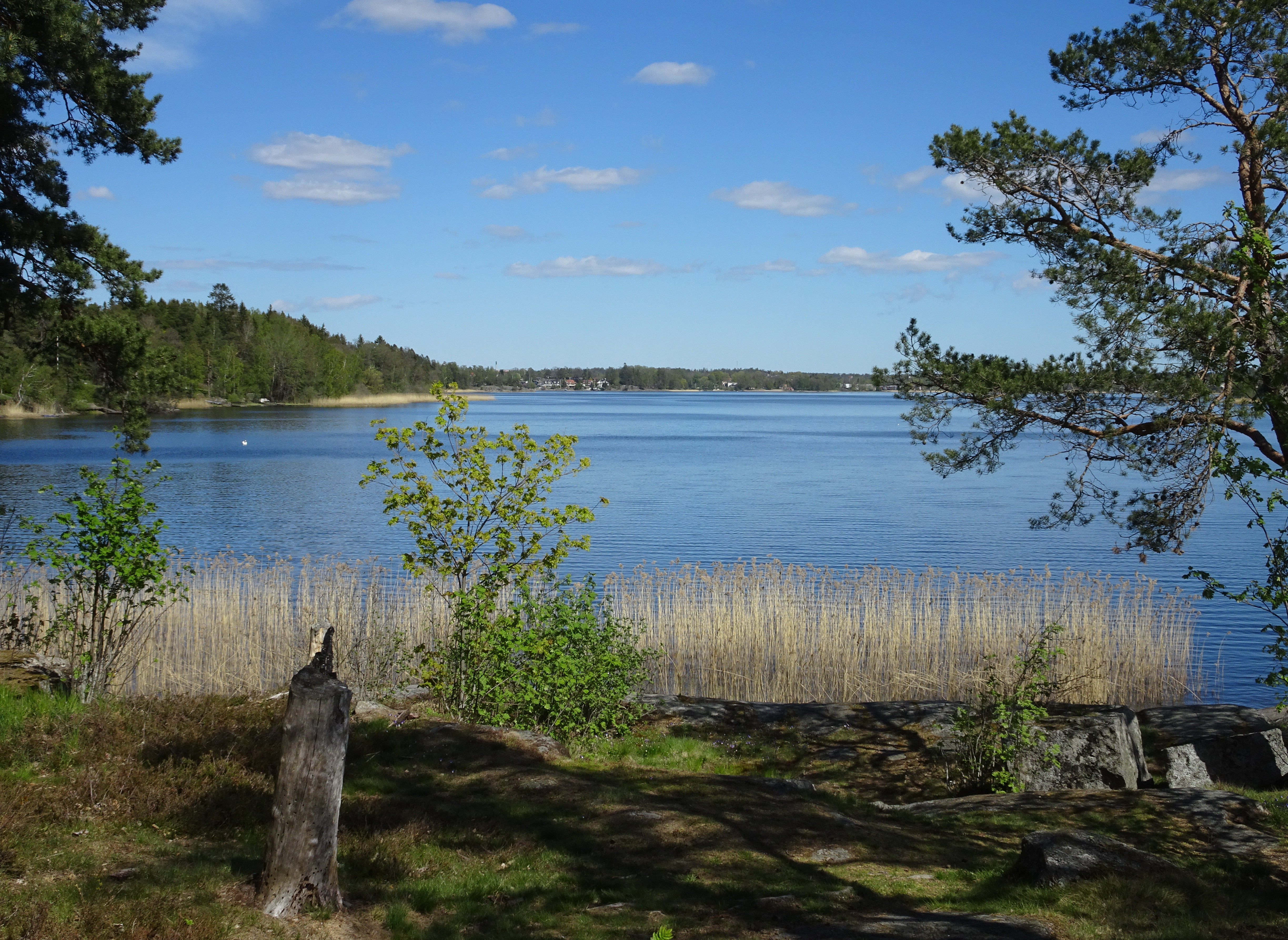
Vy över Drevviken mot norr

### Webbkällor
- Länsstyrelsen: Drevvikens naturreservat.